# Niewino Leśne
Niewino Leśne – wieś w Polsce położona w województwie podlaskim, w powiecie bielskim, w gminie Wyszki.
Zaścianek szlachecki Leśne należący do okolicy zaściankowej Niwino położony był w drugiej połowie XVII wieku w powiecie brańskim ziemi bielskiej województwa podlaskiego. W latach 1975–1998 miejscowość administracyjnie należała do województwa białostockiego.
Wierni kościoła rzymskokatolickiego należą do parafii św. Andrzeja Apostoła w Wyszkach.